# W małym dworku
W małym dworku – dramat Stanisława Ignacego Witkiewicza z 1921 roku (ostatnia scena dopisana w 1925 roku). Po raz pierwszy na scenie wystawiono go w 1923 roku w Toruniu. Pierwodruk ukazał się w 1948 w jednym tomie z dramatem Szewcy w opracowaniu Władysława Józefa Dobrowolskiego w serii Biblioteki Dramatycznej „Nowy Teatr”. 
Dramat W małym dworku jest krytyką konwencji realistycznej w sztuce i powstał w odpowiedzi na dramat W małym domku (1907) Tadeusza Rittnera (wystawiony w 1904).

## Treść
Akcja dramatu rozgrywa się w Kozłowicach, fikcyjnym majątku, umieszczonym przez Witkacego w powiecie sandomierskim. Dyapanazy Nibek, ojciec dwóch nastoletnich córek, Zosi i Amelki, pochował swoją żonę. Do opieki nad córkami sprowadza młodą kuzynkę Anetę Wasiewiczównę, nauczycielkę muzyki. W dworku przebywa także inny kuzyn Nibków, niespełniony poeta, Jęzory Pasiukowski. Zosia i Amelka postanawiają urządzić seans spirytystyczny. Pojawia się Widmo matki, Anastazji Nibek. Nikt z obecnych nie zdradza najmniejszego zakłopotania na widok zmarłej: ani dziewczynki, ani obecny podczas seansu Jęzory, ani kucharka Urszula. Nibek natomiast wyznaje, że sam zastrzelił swoją żonę, gdyż zdradzała go z Jęzorym. Zjawa z zaświatów prezentuje jednak inną wersję wydarzeń: jej kochankiem był oficjalista Ignacy Kozdroń, a śmierć nastąpiła z powodu zaawansowanego raka wątroby. Jęzory, którego sukcesy miłosne zostały podane w wątpliwość, jest oburzony, a Nibek, by wyjaśnić kontrowersję, nakazuje wezwać Kozdronia. Nowo przybyły jako jedyny reaguje na widok Widma przerażeniem i nie jest w stanie nic rozsądnego powiedzieć. Przy aktywnym udziale Widma zostaje wyniesiony do kancelarii.
Akt drugi rozgrywa się następnego dnia rankiem przed domem Nibków. Jęzory po długiej przerwie, pod wpływem nagłego impulsu natchnienia tworzy wiersz. Niespodzianie pojawia się znane już wszystkim z dnia poprzedniego Widmo i przysiada się do śniadania. Pije kawę, prosi o wódkę. Oficjalista Kozdroń w świetle dnia znacznie lepiej znosi jego obecność. Duch Anastazji przedstawia wyjaśnienie wątpliwości dnia poprzedniego. Ponieważ zmarła przed śmiercią dla ulżenia sobie w chorobie zażywała znaczne dawki opium, mogła zostać wykorzystana przez Jęzorego, niczego później nie pamiętając. Tak samo Dyapanazy mógł zabić ją pogrążoną w narkotycznym śnie, tak że po śmierci była przekonana, że zgon nastąpił wskutek rozwoju choroby. Widmo nakazuje obu swoim kochankom zgodę, a Kozdroniowi i swemu mężowi pozostawia lekturę prowadzonego za życia dziennika, relacji z erotycznych marzeń i spełnień kobiety. Jęzory odczytuje swój nowy wiersz, który przedstawiając śmierć siostrzyczek, antycypuje wydarzenia trzeciego aktu. Dziewczynki są wierszem zachwycone, a Widmo zalewa się łzami. Gdy zostaje samo z Amelką i Zosią, nakazuje im udać się do spiżarni i wykraść stamtąd brązowy napój i wypić po połowie.
Trzeci akt przenosi akcję z powrotem do wnętrza domu. Nibek z Kozdroniem czytają pamiętnik denatki, dołącza do nich Jęzory. Gdy zostaje sam, przybywa Widmo Anastazji. Dawna kochanka wyznaje poecie, że darzy go miłością, odrzucała go jednak, nie chcąc się doń przywiązywać w obliczu zbliżającej się śmierci. Teraz Widmo chce ułożyć przyszłość Jęzorego, widzi go w szczęśliwym związku z kuzynką Anetą. Swaty okazują się skuteczne, przybyła właśnie Aneta znika zaraz z Jęzorym w sąsiednim pokoju. Tymczasem siostrzyczki zgodnie z poleceniem matki wypijają wykradzioną ze spiżarki truciznę. Ich śmierć odkrywa Nibek. Widmo zarządza posługę przy zmarłych, zrozpaczony ojciec popełnia samobójstwo, natomiast pozostali przy życiu domownicy udają się na kolację. Nibek z żoną i córkami, wszyscy pod postacią widm, wspólnie odchodzą do lepszego świata.

## Geneza i inspiracje
Utwór powstał jako reakcja Witkacego na niezmiernie popularny w latach 20. XX wieku dramat Tadeusza Rittnera W małym domku. Dzieło Rittnera to typowa sztuka realistyczna. Jej akcja rozgrywa się w środowisku mieszczańskim. Doktorowa zdradza swojego męża z przybyłym do miasta inżynierem. Mąż zabija wiarołomną kobietę. W toczącym się po morderstwie procesie ława przysięgłych uniewinnia zabójcę. Doktor jednak, nie mogąc znieść wyrzutów sumienia, popełnia samobójstwo.
Dramat Witkacego niewątpliwie najwięcej cech wspólnych ma ze sztuką Rittnera. Nie są to jednak jedyne inspiracje, jakimi kierował się Witkacy. Istotnym źródłem jest również Sonata widm Strindberga, z której pisarz zaczerpnął koncepcję widma zawieszonego pomiędzy dwoma światami, nie do końca ducha i nie całkiem realnego. Podobnie jak u Strindberga duch pojawia się na śniadaniu, podobnie też w refleksji bohaterów przewija się metaforyczne określenie ludzi żyjących na ziemi jako widm.

## Interpretacja
Dramat W małym dworku uznawany jest za nietypowy dla Witkacego. Pisarz nie podejmuje w nim otwartej dyskusji na żaden z interesujących go tematów, jak to czynił w swoich pozostałych tekstach przeznaczonych na scenę. Brak tu tak typowych dla Witkacego dyskusji filozoficznych, dominuje za to żywioł parodii.

### Krytyka konwencji realistycznej
Dla Witkacego dramat Rittnera był reprezentantem sztuki realistycznej, która była zaprzeczeniem jego koncepcji czystej formy. Reprezentantem na tyle popularnym, że nadawał się do sparodiowania i przeprowadzenia zarazem krytyki całego nurtu realistycznego. Witkacy przenosi akcję w środowisko szlacheckie, z precyzją realisty prezentuje wszystkich mieszkańców dworku, pozostawia motyw morderstwa za zdradę i samobójstwa. Deformuje jednak diametralnie fabułę i zmienia okoliczności przedstawianych wydarzeń, zniekształca nastrój pierwowzoru, wprowadza elementy fantastyki.
W dramacie odkształceniu ulegają kreacja bohaterów i relacje przyczynowo-skutkowe. Nibek nie ma wyrzutów sumienia po zabójstwie żony. Widmo bierze udział w śniadaniu, pomaga wynieść oszalałego ze strachu oficjalistę, płacze wzruszone wierszem Jęzorego, zachowuje się jak żywa osoba i tak też jest traktowane przez domowników, u których (z wyjątkiem Kozdronia) nie wzbudza najmniejszego niepokoju. Zosia i Amelka nie są typowymi dziećmi, zachowują się niezwykle dojrzale, świetnie orientują się w rzeczywistości pozazmysłowej, tak jakby posiadły jej tajemnicę. Przysłuchują się też bez zażenowania dyskusjom o zdradzie między kochankami, duchem matki i ojcem. Samobójcza śmierć Nibka nie stanowi przeszkody, aby wszyscy pozostali domownicy udali się na posiłek. Jedyną naturalnie reagującą postacią dramatu jest oficjalista Kozdroń.
Atmosfera dramatu może kojarzyć się odbiorcy z oniryczną wizją. Pisarz wprowadza czytelników i widzów w inną rzeczywistość, prowadzi do wyzwolenia z więzów świata realnego, oferując w zamian świat wolności, poezji i piękna. W tym sensie W małym dworku realizuje postulat teorii Czystej Formy. Jest to jednak spośród sztuk Witkacego dzieło najbliższe konwencji realistycznej. Jeśli zgodzić się na narzucone przez autora reguły gry, świat przedstawiony jawi się jako wewnętrznie spójny i logiczny. Nowość formy, jak pisał sam Witkacy, polega tu na sposobie porządkowania materiału, a nie na samej tematyce, która była już od dawna obecna w komedii bulwarowej czy dramacie mieszczańskim. Jego celem było maksymalne splątanie konwencji, czego skutkiem stało się przeobrażenie tradycyjnego melodramatu w tragifarsę.
Fantastyka Witkacego jest reakcją na realizm Rittnera. Doprowadzając zasady realistycznej konwencji do absurdu, dramaturg wykazuje ich przestarzałość i nieprzydatność we współczesnej sztuce. Jako wartość jawi się za to inwencja i pomysłowość Witkiewiczowskiego teatru.

### Przesłanie utworu
Dramat Witkiewicza jest krytyką rzeczywistości, w której przyszło żyć ludziom, wyraża chęć ucieczki do innego, lepszego świata. Widmo Anastazji – jak tłumaczył sam autor – powraca do świata żywych nie po to, aby dokonać pomsty na mężu, lecz aby zabrać córki ze świata, w którym nic dobrego im się nie przytrafi. Wyraziście podkreśla to dopisane w 1925 roku zakończenie, w którym cała rodzina pod postacią widm opuszcza dworek w Kozłowicach.

## Inscenizacje
W małym dworku jest sztuką, po którą chętnie sięgają inscenizatorzy. Prapremiera miała miejsce w Teatrze Miejskim w Toruniu w roku 1923. W dwa lata później Witkacy sam wyreżyserował swój dramat i wystawił go w Zakopanem po raz pierwszy z nowo dopisanym zakończeniem. W 1926 roku odbyła się kolejna, tym razem lwowska, premiera.
Nawiązaniem muzycznym do dramatu jest opera z roku 1981 o tym samym tytule Zbigniewa Bargielskiego.